# Erminio Azzaro
Erminio Azzaro (ur. 12 stycznia 1948 w Sarno) – włoski lekkoatleta, który specjalizował się w skoku wzwyż.
W roku 1969 wywalczył brązowy medal podczas rozgrywanych w Atenach mistrzostw Europy. Wicemistrz uniwersjady z 1970 roku. Reprezentant Włoch w meczach międzypaństwowych (także przeciwko Polsce) oraz w Pucharze Europy. Siedmiokrotny rekordzista kraju w skoku wzwyż w latach 1966–1971. Wielokrotny mistrz kraju, zarówno w hali jak i na stadionie. Rekord życiowy: 2,18 (11 września 1971, Madryt).
Mąż Sary Simeoni – włoskiej skoczkini wzwyż, mistrzyni olimpijskiej z 1980.

## Osiągnięcia
| Rok  | Impreza                   | Miejsce   | Lokata      | Wynik |
| ---- | ------------------------- | --------- | ----------- | ----- |
| 1969 | Mistrzostwa Europy        | Ateny     | 3. miejsce  | 2,17  |
| 1970 | Mecz Włochy - Polska      | Syrakuzy  | 1. miejsce  | 2,17  |
| 1970 | Finał A Pucharu Europy    | Sztokholm | 5. miejsce  | 2,11  |
| 1970 | Uniwersjada               | Turyn     | 2. miejsce  | 2,15  |
| 1971 | Halowe Mistrzostwa Europy | Sofia     | 10. miejsce | 2,11  |
| 1971 | Mistrzostwa Europy        | Helsinki  | 17. miejsce | 2,05  |